# Ranoidea cryptotis
Ranoidea cryptotis es una especie de anfibio anuro del género Ranoidea, familia Pelodryadidae originaria de Australia.  Vive en Australia Occidental, partes de Queensland, y el Territorio del Norte.
La rana adulta macho mide 3.4 a 4.6 cm de largo y la hembra 3.6 a 4.8 cm de largo.  Esta rana tiene cuerpo redondo y cabeza pequeña.  Sus pies delanteros no son palmeados.  Puede ser gris o marrón en color.  Adultos pueden tener patrón moteado.  Tiene cinco rayas sobre los lados de su cuerpo que pueden ser aranjado brillante.
Esta rana espera el tiempo húmedo antes de poner sus huevos, que pone en piscinas de agua. El agua puede ser muy caliente, 40 °C. Los renacuajos pueden crecer a 4.6 cm de largo. Tienen cinco filas de dientes, dos arriba y tres debajo. Se convierten en ranas en un mes.